# كفاءة التمثيل الضوئي
كفاءة التمثيل الضوئي عبارة عن جزء من الطاقة الضوئية المحولة إلى طاقة كيميائية أثناء عملية التمثيل الضوئي في النباتات والطحالب الخضراء. ويمكن وصف عملية التمثيل الضوئي بالتفاعل الكيميائي المبسط التالي
6 H 2 O + 6 CO 2 + طاقة → C 6 H 12 O 6 + 6 O 2
حيث مادة C 6 H 12 O 6 هي الجلوكوز ( الذي سيتحول لاحقًا إلى سكريات أخرى، مثل السليلوز، اللجنين، وغيرها). تعتمد قيمة كفاءة التمثيل الضوئي على كيفية تعريفنا للطاقة الضوئية. فذلك يعتمد على ما إذا كنا نقوم بحساب الضوء الذي يتم امتصاصه فقط، وعلى نوع الضوء المستخدم (انظر الإشعاع النشط الضوئي). نحتاج لثمانية (أو ربما عشرة أو أكثر) من الفوتونات للاستفادة من جزيء واحد من CO 2. ونحتاج 114 سعرة حرارية من طاقة غيبس الحرة لتحويل مول من CO 2 إلى الجلوكوز، بينما ثمانية مولات من الفوتونات بطول موجي 600 نانومتر تحتوي على 381 سعرة حرارية وتعطي كفاءة اسمية تقدر إسميا ب 30٪. ومع ذلك، يمكن أن يحدث التمثيل الضوئي مع ضوء يصل طوله إلى 720 نانومتر طالما أن هناك أيضًا ضوء بأطوال موجية أقل من 680 نانومتر للحفاظ على تشغيل نظام الصور الثاني (انظر الكلوروفيل). إن استخدام أطوال موجية أطول يعني الحاجة إلى طاقة ضوئية أقل لنفس العدد من الفوتونات وبالتالي لنفس المقدار من التمثيل الضوئي. بالنسبة لأشعة الشمس الفعلي، حيث يوجد 45٪ فقط من الضوء في نطاق الطول الموجي النشط ضوئيًا، فإن الكفاءة القصوى النظرية لتحويل الطاقة الشمسية هي 11٪ تقريبًا. ومع ذلك، في الواق، لا تمتص النباتات كل ضوء الشمس الوارد (بسبب الانعكاس، ومتطلبات التنفس لعملية التمثيل الضوئي والحاجة إلى مستويات الإشعاع الشمسي المثلى) ولا تحول كل الطاقة المحصودة إلى كتلة حيوية، مما ينتج عنه أقصى كفاءة التمثيل الضوئي الإجمالية 3 إلى 6٪ من إجمالي الإشعاع الشمسي. إذا كانت عملية التمثيل الضوئي غير فعالة، فيجب تبديد الطاقة الضوئية الزائدة لتجنب إتلاف جهاز التمثيل الضوئي. يمكن تبديد الطاقة على شكل حرارة (تبريد غير كيميائي ضوئي)، أو انبعاثها على شكل مضان كلوروفيل.